# Festival Internacional de Cine de San Sebastián 2001
La 49.ª edición del Festival Internacional de Cine de San Sebastián tuvo lugar entre el 20 y el 29 de septiembre de 2001. Tras la retirada de Diego Galán de la dirección del festival, que había ocupado entre 1986 y 1989 y entre 1995 y 2000, esta fue la primera edición dirigida por Mikel Olaciregui. Ésta estuvo marcada inevitablemente por los atentados del 11-S, acaecidos tan sólo nueve días antes del inicio del certamen, viéndose limitada su resonancia mediática; se produjo, de hecho, una manifiesta sequía de estrellas, entre ellas la de Julie Andrews, Premio Donostia 2001 junto con Francisco Rabal, quien a su vez falleció semanas antes del inicio del Festival.

## Jurados
Jurado de la Sección Oficial
- Claude Chabrol, director francés (Presidente)
- Giuseppe Bertolucci, director y guionista italiano
- Yvonne Blake, diseñadora de vestuario hispano-británica
- Florinda Bolkan, actriz brasileña
- Eloy de la Iglesia, director español
- Jorge Edwards
- Sandra Hebron

Made in Spanish
- Paulo Antônio de Paranaguá, historiador de cine brasileño (Presidente)
- Carmelo Romero, promotor de cine español
- Esther Saint-Dizier, responsable de la programación de los "Rencontres de Toulouse"

Nuevos Directores
- Vittorio Boarini, catedrático de Historia de Cine (Presidente)
- Catherine Gautier, promotora de cine francesa
- Marie-Pierre Macia, programadora de festivales francesa
- Leandro Martínez, crítico de cine español
- Bertha Navarro, productora mexicana
- Jorge Ruffinelli, crítico, docente universitario y escritor uruguayo
- Arantxa Urretabizkaia, escritora y actriz española

## Películas

### Sección Oficial
Las 16 películas siguientes compitieron para el premio de la Concha de Oro a la mejor película:
| Título en España            | Título original             | Director(es)            | País           |
| --------------------------- | --------------------------- | ----------------------- | -------------- |
| La vida                     | C’est la vie                | Jean-Pierre Améris      | Francia        |
| Butterfly Smile             | Butterfly Smile             | He Jianjun              | China          |
| En construcción             | En construcción             | José Luis Guerín        | España         |
| Escape to Paradise          | Escape to Paradise          | Nino Jacusso            | Suiza          |
| Un hombre de verdad         | Et rigtigt menneske         | Åke Sandgren            | Dinamarca      |
| Juana la Loca               | Juana la Loca               | Vicente Aranda          | España         |
| La fuga                     | La fuga                     | Eduardo Mignogna        | Argentina      |
| Lantana                     | Lantana                     | Ray Lawrence            | Australia      |
| Last Orders                 | Last Orders                 | Fred Schepisi           | Reino Unido    |
| Magonia                     | Magonia                     | Ineke Smits             | Países Bajos   |
| La bici de Ghislain Lambert | Le vélo de Ghislain Lambert | Philippe Harel          | Bélgica        |
| Taxi para tres              | Taxi para tres              | Orlando Lübbert         | Chile          |
| El guerrero                 | The warrior                 | Asif Kapadia            | Reino Unido    |
| Visible Secret              | Visible Secret              | Ann Hui                 | Hong Kong      |
| La zona gris                | The Grey Zone               | Tim Blake Nelson        | Estados Unidos |
| La seguridad de los objetos | The Safety of Objects       | Rose Troche             | Estados Unidos |
| Visionarios                 | Visionarios                 | Manuel Gutiérrez Aragón | España         |

### Fuera de competición
Las películas siguientes fueron seleccionadas para ser exhibidas fuera de competición: 
Largometrajes
| Título en España                 | Título original                  | Director(es) | País        |
| -------------------------------- | -------------------------------- | ------------ | ----------- |
| Hotel                            | Hotel                            | Mike Figgis  | Reino Unido |
| Buñuel y la mesa del rey Salomón | Buñuel y la mesa del rey Salomón | Carlos Saura | España      |

### Otras secciones oficiales

#### Perlas
Las 15 películas proyectadas en esta sección son largometrajes inéditos en España, que han sido aclamados por la crítica y/o premiados en otros festivales internacionales. Estas fueron las películas seleccionadas para la secciónː
| Título en España                | Título original                     | Director(es)        | País               |
| ------------------------------- | ----------------------------------- | ------------------- | ------------------ |
| Vuelvo a casa                   | Je rentre à la maison               | Manoel de Oliveira  | Francia            |
| Intimidad                       | Intimité                            | Patrice Chéreau     | Francia            |
| Probablemente amor              | L'amore probabilmente               | Giuseppe Bertolucci | Italia             |
| El empleo del tiempo            | L'emploi du temps                   | Laurent Cantet      | Francia            |
| El pabellón de los oficiales    | La chambre des officiers            | François Dupeyron   | Francia            |
| La ciénaga                      | La ciénaga                          | Lucrecia Martel     | Argentina          |
| La pianista                     | La pianiste                         | Michael Haneke      | Francia            |
| La habitación del hijo          | La stanza del figlio                | Nanni Moretti       | Italia             |
| Amélie                          | Le fabuleux destin d'Amélie Poulain | Jean-Pierre Jeunet  | Francia            |
| El hada ignorante               | Le fate ignoranti                   | Ferzan Ozpetek      | Italia             |
| En tierra de nadie              | No Man's Land                       | Danis Tanovic       | Bosnia Herzegovina |
| La bicicleta de Pekín           | Shiqi sui de dan che                | Wang Xiaoshuai      | China              |
| Cosas que no se olvidan         | Storytelling                        | Todd Solondz        | Estados Unidos     |
| El hombre que nunca estuvo allí | The Man Who Wasn't There            | Joel Coen           | Estados Unidos     |
| El triunfo del amor             | The Triumph of Love                 | Clare Peploe        | Reino Unido        |

#### Nuevos Directores
Esta sección agrupa los primeros o segundos largometrajes de sus cineastas, inéditos o que solo han sido estrenados en su país de producción y producidos en el último año. Estas fueron las películas seleccionadas para la sección:
| Título en español      | Título original        | Director(es)           | País            |
| ---------------------- | ---------------------- | ---------------------- | --------------- |
| Tiro al blanco         | Apsolutnih sto         | Srdan Golubovic        | Yugoslavia      |
| Asuddelsole            | Asuddelsole            | Pasquale Marrazzo      | Italia          |
| Autrement              | Autrement              | Christophe Otzenberger | Francia         |
| De la calle            | De la calle            | Gerardo Tort           | México          |
| Desenfreno             | Drift                  | Michiel van Jaarsveld  | Países Bajos    |
| El sueño del caimán    | El sueño del caimán    | Beto Gómez             | México          |
| Elling                 | Elling                 | Petter Naess           | Noruega         |
| L'attente des femmes   | L'attente des femmes   | Naguel Belouad         | Argelia         |
| Last Ball              | Last Ball              | Peter Callahan         | Estados Unidos  |
| El precio del perdón   | Ndeysaan               | Mansour Sora Wade      | Senegal         |
| P.O.V.                 | P.O.V.                 | Tómas Gislason         | Dinamarca       |
| Parallel Worlds        | Paralelní svety        | Petr Václav            | República Checa |
| Salvajes               | Salvajes               | Carlos Molinero        | España          |
| Silent Storm           | Stiller Sturm          | Tomasz Thomson         | Alemania        |
| Stranded: Náufragos    | Stranded: Náufragos    | Luna                   | España          |
| The Bank               | The Bank               | Robert Connolly        | Australia       |
| Un perro llamado Dolor | Un perro llamado Dolor | Luis Eduardo Aute      | España          |
| Vidas privadas         | Vidas privadas         | Fito Páez              | España          |

### Otras secciones

#### Made in Spanish
Sección dedicada a una serie de largometrajes de habla hispana que se estrenan en el año. Estas fueron las películas seleccionadas para la sección:
| Título original                | Director(es)                                    | País      |
| ------------------------------ | ----------------------------------------------- | --------- |
| Anita no pierde el tren        | Ventura Pons                                    | España    |
| Asesinato en Febrero           | Eterio Ortega Santillana                        | España    |
| Báilame el agua                | Josetxo San Mateo                               | España    |
| Besos para todos               | Jaime Chávarri                                  | España    |
| Bolivia                        | Israel Adrián Caetano                           | Argentina |
| Calle 54                       | Fernando Trueba                                 | España    |
| El cielo abierto               | Miguel Albaladejo                               | España    |
| El deseo de ser piel roja      | Alfonso Ungría                                  | España    |
| El espinazo del diablo         | Guillermo del Toro                              | España    |
| En la puta vida                | Beatriz Flores Silva                            | Uruguay   |
| Extranjeros de sí mismos       | José Luis López-Linares, Javier Rioyo           | España    |
| Fugitivas                      | Miguel Hermoso                                  | España    |
| La espalda de Dios             | Pablo Llorca                                    | España    |
| La virgen de los sicarios      | Barbet Schroeder                                | Colombia  |
| La voz de su amo               | Emilio Martínez-Lázaro                          | España    |
| Las razones de mis amigos      | Gerardo Herrero                                 | España    |
| Lázaro de Tormes               | Fernando Fernán Gómez, José Luis García Sánchez | España    |
| Lena                           | Gonzalo Tapia                                   | España    |
| Más pena que gloria            | Víctor García León                              | España    |
| Noche en la terraza            | Jorge Zima                                      | Argentina |
| Obra muestra                   | David Trueba                                    | España    |
| Pau y su hermano               | Marc Recha                                      | España    |
| Sagitario                      | Vicente Molina Foix                             | España    |
| Seres humanos                  | Jorge Aguilera                                  | México    |
| Silencio roto                  | Montxo Armendáriz                               | España    |
| Sin vergüenza                  | Joaquín Oristrell                               | España    |
| Son de mar                     | Bigas Luna                                      | España    |
| Taxi, un encuentro             | Gabriela David                                  | Argentina |
| Torrente 2: Misión en Marbella | Santiago Segura                                 | España    |
| Tres pájaros                   | Carlos M. Jaureguialzo                          | Argentina |
| Una casa con vista al mar      | Alberto Arvelo Mendoza                          | Venezuela |
| Y tu mamá también              | Alfonso Cuarón                                  | México    |

### Retrospectivas

#### Retrospectiva. Conocer aOtar Iosseliani
La retrospectiva de ese año fue dedicado a la obra del director y guionista Otar Iosseliani. Se proyectó la mayor parte de su filmografía.
| Título en español                                                  | Título en original                    | Año  |
| ------------------------------------------------------------------ | ------------------------------------- | ---- |
| Acuarela (corto)                                                   | Akvarel                               | 1958 |
| Sapovnela                                                          | Sapovnela                             | 1959 |
| Abril (corto)                                                      | Aprili                                | 1961 |
| Tudzhi                                                             | Tudzhi                                | 1964 |
| Hojas que caen                                                     | Giorgobistve                          | 1966 |
| Viejas canciones georgianas                                        | Dzveli qartuli simgera                | 1969 |
| Érase una vez un mirlo cantor                                      | Iko shashvi mgalobeli                 | 1970 |
| Pastorali                                                          | Pastorali                             | 1975 |
| Siete piezas para un cine en blanco y negro (corto)                | Sept pièces pour cinéma noir et blanc | 1983 |
| Euzkadi, verano 1982 (TV)                                          | Euzkadi été 1982                      | 1983 |
| Los favoritos de la Luna                                           | Les favoris de la Lune                | 1984 |
| Un petit monastère en Toscane                                      | Un petit monastère en Toscane         | 1988 |
| La chasse aux papillons                                            | La chasse aux papillons               | 1992 |
| Brigands-Chapter VII (La mujer ha salido para engañar a su marido) | Brigands, chapitre VII                | 1996 |
| Adiós tierra firme                                                 | Adieu, plancher des vaches!           | 1999 |
| Lunes por la mañana                                                | Lundi matin'                          | 2002 |

#### Retrospectiva Clásica.Frank Borzage
La retrospectiva de ese año fue dedicada a la obra del director estadounidense Frank Borzage (1893-1962).
| Título en español            | Título en original           | Año  |
| ---------------------------- | ---------------------------- | ---- |
| The Pitch o' Chance (corto)  | The Pitch o' Chance (corto)  | 1915 |
| Nugget Jim's Pardner (corto) | Nugget Jim's Pardner (corto) | 1916 |
| Until They Get Me (corto)    | Until They Get Me (corto)    | 1917 |
| Humoresque                   | Humoresque                   | 1920 |
| Secretos                     | Secrets                      | 1924 |
| El tumbón                    | Lazybones                    | 1925 |
| The lady                     | The lady                     | 1925 |
| The First Year               | The First Year               | 1926 |
| El séptimo cielo             | Seventh Heaven               | 1927 |
| El bien perdido              | Daddy's Gone A-Hunting       | 1927 |
| El ángel de la calle         | Street Angel                 | 1928 |
| Estrellas dichosas           | Lucky Star                   | 1929 |
| Torrentes humanos            | The River                    | 1929 |
| Nuevos ricos caprichosos     | They Had to See Paris        | 1929 |
| La canción de mi alma        | Song o' My Heart             | 1930 |
| Liliom                       | Liliom                       | 1930 |
| Bad Girl                     | Bad Girl                     | 1931 |
| Adiós a las armas            | A Farewell to Arms           | 1932 |
| Secretos                     | Secrets                      | 1933 |
| Fueros humanos               | Man's Castle                 | 1933 |
| ¿Y ahora, qué?               | Little Man, What Now?        | 1934 |
| Hombres de mañana            | No Greater Glory             | 1934 |
| La vida es sabrosa           | Living on Velvet             | 1935 |
| Deseo                        | Desire                       | 1936 |
| Big City                     | Big City                     | 1937 |
| Green Light                  | Green Light                  | 1937 |
| Cena de medianoche           | History is Made at Night     | 1937 |
| La hora radiante             | The Shining Hour             | 1938 |
| Tres camaradas               | Three Comrades               | 1938 |
| Vidas heroicas               | Disputed Passage             | 1939 |
| Extraño cargamento           | Strange Cargo                | 1940 |
| Tormenta mortal              | The Mortal Storm             | 1940 |
| Smilin' Through              | Smilin' Through              | 1941 |
| Seven Sweethearts            | Seven Sweethearts            | 1942 |
| La hermanita del mayordomo   | His Butler's Sister          | 1943 |
| Till We Meet Again           | Till We Meet Again           | 1944 |
| Los piratas del mar Caribe   | The Spanish Main             | 1945 |
| La gran pasión               | I've Always Loved You        | 1946 |
| Moonrise                     | Moonrise                     | 1948 |
| China Doll                   | China Doll                   | 1957 |
| El gran pescador             | The Big Fisherman            | 1959 |

#### Retrospectiva Temática: Sucedió Ayer
La organización del festival hace una selección de las películas basadas en hechos reales que se han mostrado en toda la historia del festival.
| Título en España                                               | Título original                                                      | Director(es)                                     | País           | Año  |
| -------------------------------------------------------------- | -------------------------------------------------------------------- | ------------------------------------------------ | -------------- | ---- |
| Todos los hombres del presidente                               | All the President's Men                                              | Alan J. Pakula                                   | Estados Unidos | 1976 |
| En el filo de la duda                                          | And the Band Played On                                               | Roger Spottiswoode                               | Estados Unidos | 1983 |
| Apocalypse Now Redux                                           | Apocalypse Now Redux                                                 | Francis Ford Coppola                             | Estados Unidos | 1979 |
| Brother Can You Spare a Dime                                   | Brother Can You Spare a Dime                                         | Philippe Mora                                    | Reino Unido    | 1975 |
| Cabaret                                                        | Cabaret                                                              | Bob Fosse                                        | Estados Unidos | 1972 |
| Capitanes de abril                                             | Capitães de abril                                                    | María de Medeiros                                | Portugal       | 2000 |
| Caudillo                                                       | Caudillo                                                             | Basilio Martín Patino                            | España         | 1977 |
| Chile, la memoria obstinada                                    | Chile, la memoria obstinada                                          | Patricio Guzmán                                  | Canadá         | 1997 |
| Un túnel hacia la libertad                                     | Der Tunnel                                                           | Roland Suso Richter                              | Alemania       | 2001 |
| ¿Teléfono rojo? Volamos hacia Moscú                            | Dr. Strangelove, or How I Learned to Stop Worrying and Love the Bomb | Stanley Kubrick                                  | Reino Unido    | 1964 |
| El proceso de Burgos                                           | El proceso de Burgos                                                 | Imanol Uribe                                     | España         | 1979 |
| Falkenau: una visión de lo imposible                           | Falkenau, vision de l'impossible: Samuel Fuller témoigne             | Emil Weiss                                       | Francia        | 1988 |
| Éxodo                                                          | Exodus                                                               | Otto Preminger                                   | Estados Unidos | 1960 |
| General Idi Amin Dada                                          | General Idi Amin Dada                                                | Barbet Schroeder                                 | Francia        | 1974 |
| Alemania, año cero                                             | Germania, anno zero                                                  | Roberto Rossellini                               | Italia         | 1948 |
| Historias de la revolución                                     | Historias de la revolución                                           | Tomás Gutiérrez Alea                             | Cuba           | 1960 |
| Hollywood on Trial                                             | Hollywood on Trial                                                   | David Helpern                                    | Estados Unidos | 1976 |
| ¡Vivir!                                                        | Huozhe                                                               | Zhang Yimou                                      | China          | 1994 |
| J.F.K.: Caso abierto                                           | JFK                                                                  | Oliver Stone                                     | Estados Unidos | 1991 |
| Joe Hill                                                       | Joe Hill                                                             | Bo Widerberg                                     | Suecia         | 1971 |
| ¿Vencedores o vencidos?                                        | Judgment at Nuremberg                                                | Stanley Kramer                                   | Estados Unidos | 1961 |
| La batalla de Chile (Parte I): La insurrección de la burguesía | La batalla de Chile (Parte I): La insurrección de la burguesía       | Patricio Guzmán                                  | Chile          | 1975 |
| La batalla de Chile (Parte II): El golpe de estado             | La batalla de Chile (Parte II): El golpe de estado                   | Patricio Guzmán                                  | Chile          | 1976 |
| Lluvia negra                                                   | Kuroi ame                                                            | Shôhei Imamura                                   | Japón          | 1989 |
| La batalla de Argel                                            | La battaglia di Algeri                                               | Gillo Pontecorvo                                 | Italia         | 1966 |
| La historia oficial                                            | La historia oficial                                                  | Luis Puenzo                                      | Argentina      | 1985 |
| La marcha sobre Roma                                           | La marcia su Roma                                                    | Dino Risi                                        | Italia         | 1962 |
| El Paralelo 17: La guerra del pueblo                           | Le 17e parallèle: La guerre du peuple                                | Joris Ivens, Marceline Loridan Ivens             | Francia        | 1968 |
| La tristeza y la piedad                                        | Le chagrin et la pitié                                               | Marcel Ophüls                                    | Francia        | 1969 |
| Morir a los 30 años                                            | Mourir à trente ans                                                  | Romain Goupil                                    | Francia        | 1982 |
| Noche y niebla                                                 | Nuit et Brouillard                                                   | Alain Resnais                                    | Francia        | 1955 |
| Octubre                                                        | Oktyabr                                                              | Sergei M. Eisenstein                             | URSS           | 1927 |
| ¿Arde París?                                                   | Paris brûle-t-il?                                                    | René Clément                                     | Francia        | 1966 |
| Senderos de gloria                                             | Paths of Glory                                                       | Stanley Kubrick                                  | Estados Unidos | 1957 |
| Sudáfrica, un grito de justicia                                | Place of Weeping                                                     | Darrell James Roodt                              | Sudáfrica      | 1986 |
| Permiso para pensar                                            | Permiso para pensar                                                  | Eduardo Meilij                                   | Argentina      | 1989 |
| Antes de la lluvia                                             | Before the Rain                                                      | Milcho Manchevski                                | Macedonia      | 1994 |
| The Longest Summer                                             | Hui nin yin fa dak bit doh                                           | Fruit Chan                                       | China          | 1998 |
| Reed, México insurgente                                        | Reed, México insurgente                                              | Paul Leduc                                       | México         | 1973 |
| Roma, ciudad abierta                                           | Roma città aperta                                                    | Roberto Rossellini                               | Italia         | 1945 |
| Rosa Luxemburgo                                                | Rosa Luxemburg                                                       | Margarethe von Trotta                            | RFA            | 1986 |
| Salvador                                                       | Salvador                                                             | Oliver Stone                                     | Reino Unido    | 1986 |
| Cantando bajo la lluvia                                        | Singin' in the Rain                                                  | Stanley Donen, Gene Kelly                        | Estados Unidos | 1952 |
| Uno Rojo, división de choque                                   | The Big Red One                                                      | Samuel Fuller                                    | Estados Unidos | 1980 |
| El delator                                                     | The Informer                                                         | John Ford                                        | Estados Unidos | 1935 |
| El intruso                                                     | The Intruder                                                         | Roger Corman                                     | Reino Unido    | 1962 |
| El último emperador                                            | The Last Emperor                                                     | Bernardo Bertolucci                              | Reino Unido    | 1987 |
| El día más largo                                               | The Longest Day                                                      | Ken Annakin, Andrew Marton, Bernhard Wicki       | Estados Unidos | 1962 |
| Elegidos para la gloria                                        | The Right Stuff                                                      | Philip Kaufman                                   | Estados Unidos | 1983 |
| Tierra de España                                               | The Spanish Earth                                                    | Joris Ivens                                      | Estados Unidos | 1937 |
| La delgada línea roja                                          | The Thin Red Line                                                    | Terrence Malick                                  | Estados Unidos | 1998 |
| Tora! Tora! Tora!                                              | Tora! Tora! Tora!                                                    | Richard Fleischer, Kinji Fukasaku, Toshio Masuda | Estados Unidos | 1970 |

## Palmarés

### Premios oficiales[9]
Ganadores de la Sección Oficial del 50.º Festival Internacional de Cine de San Sebastián de 2001:
- Concha de Oro: Taxi para tres de Orlando Lübbert
- Premio Especial del Jurado : En construcción de José Luis Guerín
- Concha de Plata al mejor Director: Jean-Pierre Ameris por La vida
- Concha de Plata a la mejor Actriz: Pilar López de Ayala por Juana la Loca
- Concha de Plata al mejor Actor: Düzgün Ayhan por Escape to Paradise
- Premio del jurado a la mejor fotografía: Roman Osin por El guerrero
- Premio del jurado al mejor guión: Philippe Harel, Benoît Poelvoorde y Olivier Dazat por La bici de Ghislain Lambert

### Premios honoríficos

#### Premio Donostia
- Julie Andrews
- Francisco Rabal

### Otros premios oficiales
- Premio Nuevos Directores: De la calle de Gerardo Tort

Mención especial: Elling de Petter Naess
- Premio Made in Spanish: Bolivia de Israel Adrián Caetano
- Premio Perla del Público: En tierra de nadie de Danis Tanovic
- Premio de la Juventud: Elling de Petter Naess

### Otros premios
- Premio del CEC (Círculo de Escritores Cinematográficos): En construcción de José Luis Guerín
- Gran Premio FIPRESCI: Dayereh de Jafar Panahi
- Premio FIPRESCI: En construcción de José Luis Guerín

Premio especial FIPRESCI: Escape to Paradise de Nino Jacusso
- Premio OCIC: Un hombre de verdad de Åke Sandgren
- Premio GEHITU-Asociación de Gays y Lesbianas del País Vasco: La vida de Jean-Pierre Ameris